# Villa Bahnhofstraße 47
Die Villa Bahnhofstraße 47, Ecke Bernhardstraße, im niedersächsischen Nordenham im Landkreis Wesermarsch stammt vom Anfang des 20. Jahrhunderts.

Aktuell (2023) wird sie als Wohnhaus und Kanzlei genutzt.
Das Gebäude steht unter Denkmalschutz (siehe auch Liste der Baudenkmale in Nordenham).

## Beschreibung
Das zweigeschossige traufständige historisierende verputzte Gebäude auf Sockel, mit Walmdach, dem mittigen Giebelrisalit mit Krüppelwalmdach mit Giebelspieß, Fachwerkverkleidung im OG und dem eingeschossigen Anbau mit Balkon, dem linken eingeschossigen Eingang als Anbau und dahinter dem zweigeschossigen Türmchen mit einem achteckigen Zeltdach, wurde um 1910 gebaut.
Das Landesdenkmalamt befand zur Bedeutung: „geschichtlich, wissenschaftlich, städtebaulich“.